# サンモトヤマ
サンモトヤマ（SUN MOTOYAMA）は、銀座・並木通りに店舗を構えていたセレクトショップ。2020年11月20日に法人格が消滅したが、2022年現在、株式会社サンフェアのもと、長野県軽井沢町旧軽井沢メインストリート沿いで「サンモトヤマ軽井沢」のみ営業している。

## 概要
日本橋のニット製品卸問屋の三代目として生まれた茂登山長市郎（もとやま ちょういちろう、1921年 - 2017年）は、太平洋戦争に従軍中の中国の天津で欧米の一流ブランド製品に感銘を受ける。
茂登山は、1955年有楽町でサンモトヤマを創業する。銀座に欧米ブランドを集めた直営店を開いたことで、当時の映画スターや文化人の支持を集めた。
1962年にグッチと日本の総代理店契約を結び、続いてエルメス、ロエベ、サルヴァトーレ・フェラガモといったブランドを日本に紹介した。
1990年代以降は海外ブランドが独自に旗艦店を立ち上げて直輸入販売を開始したことから、2000年代に入ってサンモトヤマの業績が悪化し始める。そのため、2009年夏から支援スポンサー探しに奔走することになった。
2017年12月に茂登山長市郎が死去し、経営は息子の茂登山貴一郎が引き継いだが、2018年7月期の売上が29億1200万円まで低下するなど経営が悪化し、取引金融機関も相次いで取引を停止していった。経営再建策として、2019年3月29日に長野県の実業家と資本業務提携を締結したが、サンモトヤマの取引先がその実業家が経営している企業の状況を信用調査機関に照会した所、取引先に対する支払い遅延や従業員に対する給与の遅配が相次いでいたという。これを受けて、サンモトヤマは同年5月31日に株式を買い戻すと同時に、長野県の実業家との資本業務提携を解消した。後に、長市郎の遺産である田園調布の屋敷も、投資会社への所有権移転仮登記が行われていたことも明らかとなっている。
2019年9月に入り、資金繰りの悪化が表面化。サンモトヤマは9月30日までに支援スポンサーを見つけた上で再建を図るとしていた。しかし、スポンサー候補との交渉が決裂し、2019年9月26日に、銀座本店、阪急17番街店、プティ軽井沢の3店舗が突如休業に入り、オンラインショップも閉鎖状態に陥った。店舗閉鎖の翌日である9月27日に東京商工リサーチが行ったインタビューにて幹部は、顧客数の減少を認めた一方で、「その良さを分かって頂けるお客様がお求めくださっている」などとサンモトヤマのプライドをのぞかせる発言を行った。
2019年9月30日に本社へ従業員が集められ、同日に東京地方裁判所へ破産を申請。翌10月1日に東京地方裁判所から破産手続開始決定を受けた。負債総額は9億7150万円。
銀座本店に関しては、破産管財人の許可の下で、2019年10月25日から11月10日まで閉店セールを行った。また、ファミリーセール事業に関しても同年9月14日に設立した株式会社サンフェア（同年10月にサンモトヤマ株式会社から商号変更）へ譲渡された。
サンモトヤマは2020年11月20日に法人格が消滅した。

## 歴史
- 1955年（昭和30年）3月 - 茂登山長市郎（2017年12月死去）が有楽町駅の反対側に2階建ての店を借り、太陽のSUNと、茂登山のMOTOYAMAを合わせた株式会社サンモトヤマ（SUN MOTOYAMA）を設立。1957年、当時文化人や有名人の集まる、クラスのある場所の中心にあった日比谷・三信ビルに移転する。その2年後、銀座・みゆき通りに支店を出す。
- 1962年（昭和37年） - グッチ・フィレンツェの社長バスコ・グッチ氏との出逢いにより、グッチの日本での独占販売権を獲得（1990年４月に契約終了）。1964年（昭和39年）1月、エルメスの販売権を獲得（2010年春に契約終了）。
- 1964年（昭和39年） - 東京オリンピックの年の3月9日、銀座・並木通りの朝日ビル1階に本店を移転オープン。当日は、川端康成氏、今東光氏、勅使河原蒼風氏、新珠三千代さんなど、作家、女優、歌舞伎俳優、政財界のトップたちが来店し、サロンのような賑わいを見せた。
  - 三信ビルから並木通りへ移転する際に、在庫一掃の感謝セールを行ったのが、現在まで続くバーゲンセール「サンフェア」の東京開催第1回目となる。現在は外部会場で年4 - 5回開催。
- 1967年（昭和42年） - 軽井沢の旧軽銀座にプティ サンモトヤマ軽井沢をオープン。アウトレットショップとして営業。10年後、現在の場所に移転オープン。
- 1972年（昭和47年）3月 - 大阪・阪急梅田駅に隣接する阪急17番街に大阪店をオープン。オープンを記念して1か月前には第1回「大阪サンフェア」を開催する。
- 1988年（昭和63年） - インド発祥のカシミール（ペイズリー）紋様をブランドの代名詞にしているイタリア・エトロの販売権を獲得。国内外に数十店舗を展開（2004年4月に契約終了）。
- 1990年（平成2年）6月3日 - フィレンツェのシンボルともいうべきサンタ・マリア・デル・フィオーレ教会の正面、サン・ジョバンニ洗礼堂の東側扉、ギベルティ作のルネサンスの傑作「天国への扉」（ミケランジェロ命名）のレプリカを、博物館に収納されたオリジナルに代わって教会に寄贈[14]。
- 1991年（平成3年） - 代表取締役会長に茂登山長市郎（前社長）、代表取締役社長に尾上良平（前専務）が就任。
- 2001年（平成13年）3月 - 21世紀を機に、東洋と西洋の美の融合をテーマに、日本初登場のアジア発信のブランドも取り揃える。また、イタリアのロロ・ピアーナ社とフランチャイズ契約し（2013年10月に契約終了）、日本初の路面店を銀座並木通りにオープン。
- 2004年（平成16年） - アルタガンマ(イタリア高級ブランド49社の協会)より茂登山長市郎に"名誉アソシエイト"のタイトルを、サンモトヤマに"名誉メンバー"のタイトルが授与される。
- 2005年（平成17年） - 創業50周年を機に、茂登山長市郎が「江戸っ子長さんの舶来屋一代記」の本を出版。
- 2006年（平成18年）3月 - 茂登山長市郎は、イタリア共和国より功労勲章"ウッフィチャーレ章"を授与される。6月には日本ファッションエディターズクラブ (FEC) より、日本のファッション、文化に対して貢献した事から、FEC功労賞を受賞する。
- 2007年（平成19年）8月 - 茂登山長市郎の長男、茂登山貴一郎（1959年生まれ）が代表取締役社長に就任。
- 2010年（平成22年）イタリア・フィレンツェ市が外国人に贈る最高の栄誉"フィレンツェ市の鍵"を茂登山長市郎が日本人で初めて受賞する。
- 2012年（平成24年）6月 - 東日本大震災の被災地、宮城県南三陸町を中心に雇用創出や地域復興支援を目的に設立されたLOOM（Love Of Our Motherland＝郷土愛）NIPPONの活動に賛同し、LOOMバッグの販売に協力。
- 2014年（平成26年）3月 - 本店は入居していたビルの建て替え工事に伴い、すぐそばの銀座風月堂ビルの2階と4階へ移転オープン。4階には品質とセンスの良いアートの美を紹介するサロン「アート・ライブラリー」をオープン。
- 2017年（平成29年） - 銀座本店は、銀座・並木通り6丁目の東京銀座朝日ビルディング（旧・東京朝日ビル）の完成にあたり、新店舗を11月17日（金）にオープン。それに伴い、銀座風月堂ビル4Fの“アートライブラリー（インテリア&カーペット）”には、メンズブティックが移設し9月新装オープン。新・銀座本店は、1Fに英国王室御用達のアスプレイ、2Fにレディスとジュエリーを中心とした品揃えで展開[15]。
- 2018年（平成30年）6月 - 代表取締役会長に茂登山貴一郎（前社長）、代表取締役社長に卜部正壽（前副社長）が就任[16]。

- 2019年（令和元年）
  - 9月26日 - 銀座本店、阪急17番街店、プティ軽井沢の3店舗が突如休業。
  - 10月1日 - 東京地方裁判所から破産手続開始決定を受ける[1][2][7]。
- 2020年（令和2年）11月20日 - 法人格消滅。